# CS Tiligul-Tiras Tiraspol
CS Tiligul-Tiras Tiraspol foi um clube de futebol sediado em Tiraspol, na Moldávia.
Fundado em 1939, disputou de forma regular o Campeonato Moldávio até 2008. Em 2009, afundado em crise financeira, o clube anunciou que estava fechando as portas.
Era o terceiro representante de Tiraspol na Primeira Divisão do Campeonato Moldávio (os outros times da cidade são o Sheriff e o FC Tiraspol).

## Títulos
Copa da Moldávia3 (1993, 1994 e 1995)